# ليل داغوفر
ليل داغوفر (بالألمانية: Lil Dagover )‏ (و. 1887 – 1980 م) هي ممثلة مسرحية، وممثلة أفلام، من ألمانيا، ولدت في ماديون، توفيت في ميونخ، عن عمر يناهز 93 عاماً.

## جوائز
حصلت على جوائز منها:
- صليب القائد لنيشان استحقاق جمهورية ألمانيا الاتحادية.

## وصلات خارجية
- ليل داغوفر على موقع IMDb (الإنجليزية)
- ليل داغوفر على موقع الموسوعة البريطانية (الإنجليزية)
- ليل داغوفر على موقع روتن توميتوز (الإنجليزية)
- ليل داغوفر على موقع مونزينجر (الألمانية)
- ليل داغوفر على موقع ألو سيني (الفرنسية)
- ليل داغوفر على موقع ميوزك برينز (الإنجليزية)
- ليل داغوفر على موقع أول موفي (الإنجليزية)
- ليل داغوفر على موقع قاعدة بيانات الأفلام السويدية (السويدية)
- ليل داغوفر على موقع إن إن دي بي (الإنجليزية)
- ليل داغوفر على موقع ديسكوغز (الإنجليزية)